# Graham Moore

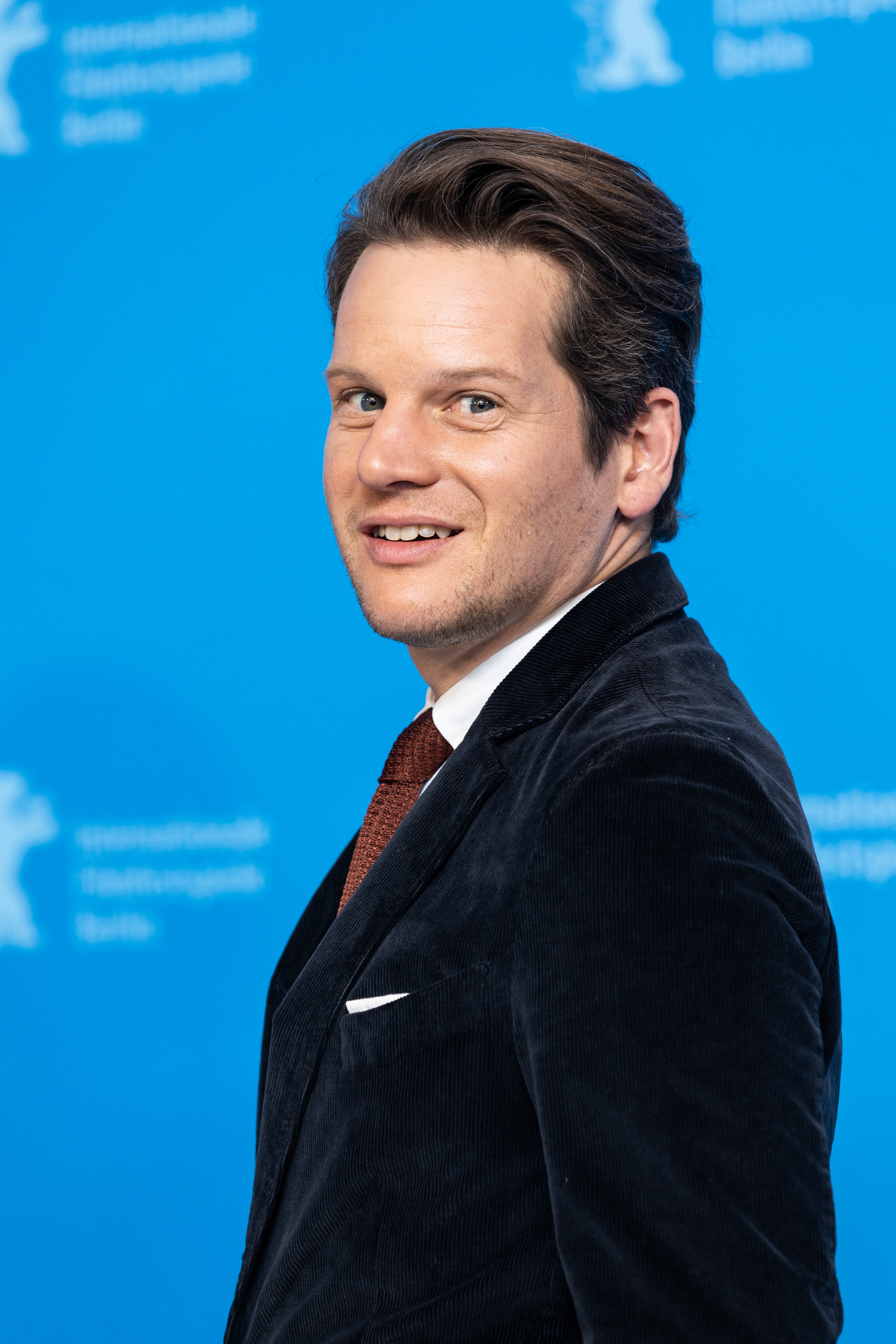
Graham Moore bei der Vorstellung des Films The Outfit im Februar 2022 auf der Berlinale

Graham Moore (* 18. Oktober 1981 in Chicago, Illinois) ist ein US-amerikanischer Drehbuchautor und Schriftsteller. Sein Debütroman The Sherlockian erschien 2010 und war auf der New-York-Times-Bestseller-Liste. Er schrieb 2011 das Drehbuch zum 2014 veröffentlichten Film The Imitation Game – Ein streng geheimes Leben. Für dieses Drehbuch erhielt er 2015 einen Oscar für das Beste adaptierte Drehbuch.

## Leben
Moore wuchs in Chicago als Sohn eines Anwalts und einer Universitätsangestellten auf. Seine Eltern ließen sich früh scheiden und zogen ihren Sohn im jüdischen Glauben auf. Moore studierte an der University of Chicago Laboratory School und schloss dort 1999 ab. Anschließend studierte er an der Columbia University Religion und arbeitete zunächst als Toningenieur, bevor er Schriftsteller wurde.
Eine seiner ersten Arbeiten als Drehbuchautor war ein Skript zur kurzlebigen Fernsehserie 10 Dinge, die ich an dir hasse (2009–2010). Es folgte sein Debütroman The Sherlockian, ein Mix aus modernem Kriminalroman und einer Sherlock-Holmes-Geschichte, der zwischen zwei Handlungssträngen hin- und herspringt.
Sein Drehbuch für den Film The Imitation Game – Ein streng geheimes Leben (2014), das er bereits 2011 verfasste und welches auf die bekannte „Black List“ der am meisten gewünschten Verfilmungen gesetzt wurde, erhielt einen Oscar.
Sein Regiedebüt The Outfit feierte im Februar 2022 bei den Internationalen Filmfestspielen Berlin seine Premiere.

## Werke
- The Sherlockian. Twelve 2010. ISBN 978-0-446-57259-0
- The Last Days of Night. Random House, 2016
  - Die letzten Tage der Nacht. Übersetzung Kirsten Riesselmann. Köln: Eichborn, 2017 ISBN 978-3-8479-0624-7
- The Holdout. Random House, 2020
  - Verweigerung. Übersetzung André Mumot. Köln: Eichborn, 2020 ISBN 978-3-8479-0053-5

## Filmografie
- 2010: 10 Dinge, die ich an dir hasse (10 Things I hate About You) (Episode: Fleisch ist Mord)
- 2014: The Imitation Game – Ein streng geheimes Leben (The Imitation Game)
- 2022: The Outfit (Regie und Drehbuch)